# 하이퍼카드

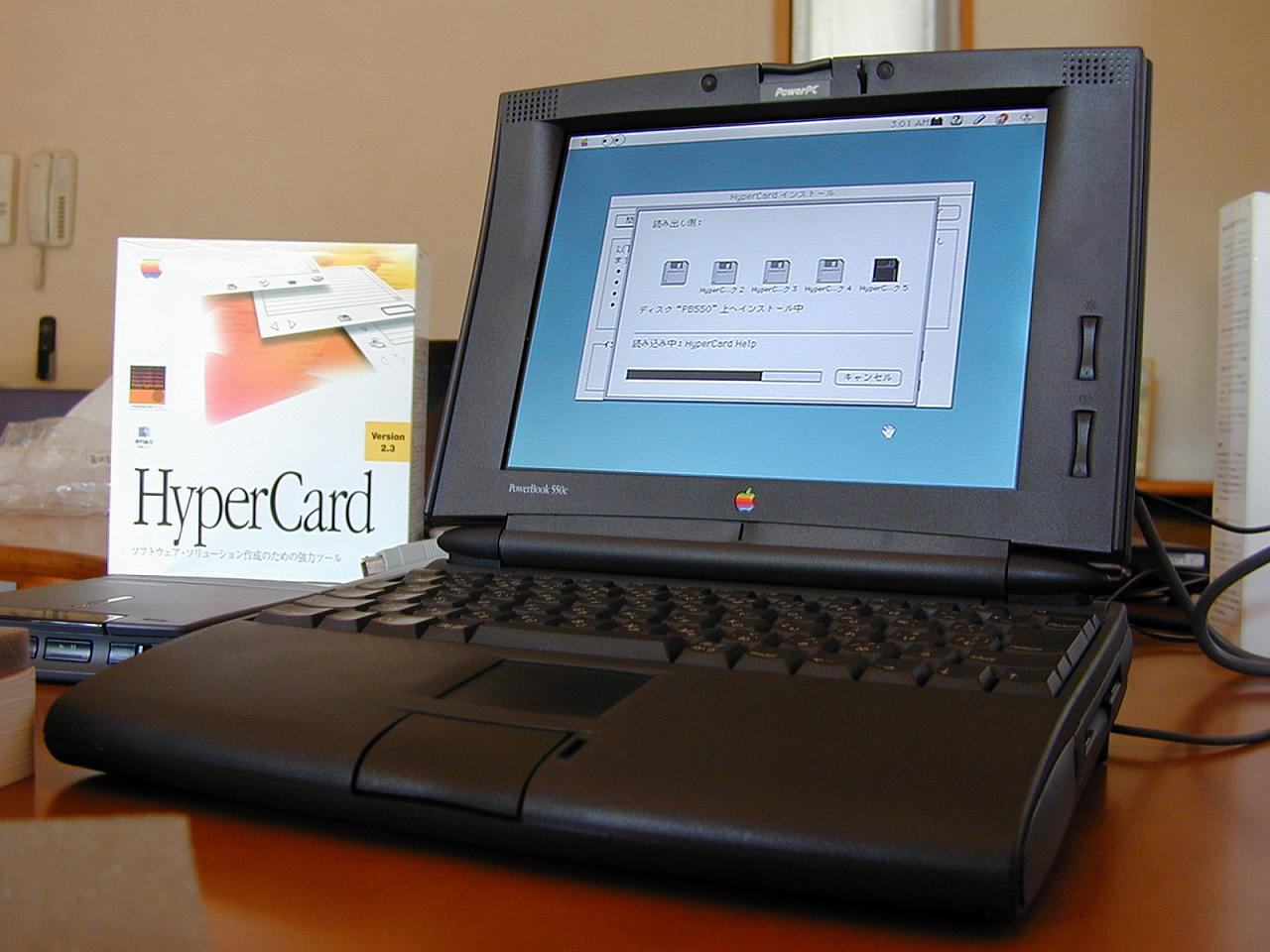

하이퍼카드(HyperCard)는 1987년 애플이 만든 응용 프로그램이다. 월드 와이드 웹 이전에 존재한 최초의 성공적이며 널리 쓰인 하이퍼미디어 시스템이다. 구조 자체의 개념은 데이터베이스 프로그램과 비슷했으며 저장된 정보와 그래픽 등의 콘텐츠를 유연하고 창조적으로 새로운 파일로 만들어 내기가 쉬웠으며 수정하기도 편리하였다. 연결된 링크를 클릭하여 이동하거나 홈 버튼이 있어 언제든 시작 페이지로 돌아가는 기능 등 상호 작용 기능을 사용자가 쉽고 빠르게 이용할 수 있었다.
이러한 하이퍼카드를 구현하기 위한 언어로 하이퍼토크가 개발되었는데 일반적인 프로그래밍 언어어 비해 그래픽 사용자 인터페이스를 만들어 내고 데이터를 관리하는데 강력한 성능을 발휘하면서도 배우고 쓰는 것이 쉬웠다. 하이퍼카드의 사용자들은 복잡하고 다루기 힘든 데이터베이스에 비해 빠르고 쉽게 만들 수 있다고 하여 고속 응용 소프트웨어 개발을 위한 프로그래밍 시스템에 적합하다고 주장하였다.
원래 하이퍼카드는 1987년 매킨토시 시스템 6버전과 함께 만들어져 발표되었으며 2004년 3월에 지원이 공식적으로 중단되었다. 현재 하이퍼카드는 매킨토시 OS 9 이하에 맞도록 되어 있으나 파워PC 기반의 맥 오에스 텐에서도 클래식 모드로 사용할 수 있다. 하지만 인텔기반의 매킨토시에서는 사용할 수 없다.

## 같이 보기
- 하이퍼토크